# Équipe du Comté de Nice de football
Maillots
L'équipe du Comté de Nice de football est une sélection régie par l'Association du Comté de Nice de Football (Countea de Nissa Football Association) fondée le 23 avril 2014, par Cédric Messina.
Elle consiste en une sélection des meilleurs joueurs du Pays Niçois représentant également le Comté de Nice qui est l'Arrondissement de Nice aujourd'hui.
Avant chaque rencontre, l'hymne niçois Nissa la bella est joué.
Elle devient membre de la ConIFA en 2014,,. À ce titre, elle participe à ses compétitions internationales.
En 2014, la sélection remporte la Coupe du monde de football ConIFA à Östersund en Suède au Jämtkraft Arena en battant en finale l'Île de Man aux tirs au but (0-0, 5 t.a.b à 3),,,,,,,,. En 2015 le Comté de Nice termine deuxième de la Coupe d'Europe de football ConIFA à Debrecen en Hongrie au Stade d'Oláh Gábor utca, perdant la finale contre la Padanie sur le score de 4 à 1,.

## Histoire

### Un début au sommet
Coupe du monde de football ConIFA 2014
Le 2 juin 2014, le Comté de Nice perd sa première rencontre lors du premier match d'ouverture de la première coupe du monde, l'Ile de Man bat le Comté de Nice 4 à 2. Le premier capitaine du Compté de Nice se nomme Eric Cubilier et le premier buteur Franck Delerue. Mansour Assoumani est choisi comme nouveau capitaine jusqu'à la fin du tournoi. Le 3 juin 2014, le Comté de Nice bat le Haut-Karabagh 1 à 0,. Le 4 juin 2014, le Comté de Nice rencontre la Padanie en quart de finale est bat la Padanie 2 à 1,,. Le 6 juin 2014, le Comté de Nice affronte en demi-finale l'Ossétie du Sud, qu'elle bat 3 à 0,,. Le 8 juin 2014, le Comté de Nice affronte en finale l’Île de Man, la Selecioun s'impose aux tirs au but (0-0, 5 tab à 4) contre l'Île de Man,,,,,,. De retour à Nice avec le trophée de champion du monde, quelque 250 supporters niçois attendaient le retour des joueurs de la Selecioun à l’Aéroport de Nice-Côte d'Azur, par la suite la sélection ainsi que le staff sont reçus par le député-maire de Nice Christian Estrosi et le joueur de football Alexy Bosetti qui est également le parrain de la Selecioun afin de rendre hommage aux vainqueurs,,.
Coupe d'Europe de football ConIFA 2015
Le 25 mai 2015 au Stade des Francs-Archets à Nice, le Comté de Nice rencontre et remporte son unique match amical contre le Challenge Prince Rainier III 4 à 2 devant 600 personnes, avant la première Coupe d'Europe de football ConIFA, Alexy Bosetti porté le brassard de capitaine,.
Le 17 juin 2015, pour son premier match européen le capitaine de la Selecioun est Mansour Assoumani, le Comté de Nice remporte son premier match face au Pays sicule 3 à 2, la Selecioun joue avec les maillots rouges du Debreceni VSC, l'équipement fut oublié par le transporteur pour la première rencontre du tournoi,,. L'Équipe de France a connu la même mésaventure pendant la Coupe du monde de football 1978, le Club Atlético Kimberley avait du prêté ses maillots (rayés verticalement vert et blanc) avant la rencontre entre la France et la Hongrie. Le 19 juin 2015, le Comté de Nice remporte sa seconde rencontre face à la Haute-Hongrie 4 à 1, Olivier Sborgni a été choisi comme capitaine pour le deuxième match de poule. Mansour Assoumani reprendra le brassard de capitaine jusqu'à la fin du tournoi. La Selecioun rencontre le 20 juin 2015 en demi-finale l’Île de Man. Le Comté de Nice remporte le match 3 à 1,,. Le 21 juin 2015, au Stade d'Oláh Gábor utca à Debrecen, le Comté de Nice perd la finale face à la Padanie 4 buts à 1,,,.

### Hommage Niçois
Le 17 juin 2017, la Selecioun à l’honneur de participer à l’hommage aux victimes du 14 juillet 2016,,. L’équipe du Comté de Nice joue avec l’AS Cannes un match hommage avant la rencontre caritative au profit des familles des victimes, regroupées au sein de l’Association Promenade des Anges entre la France et Italie, à l’Allianz Riviera,. Le Comté de Nice remporte la rencontre face à l'AS Cannes 2 à 0 devant 17 000 personnes. Lors de la première mi-temps Anthony Scaramozzino porte le brassard de capitaine, Alexy Bosetti récupère le brassard pendant la seconde mi-temps.

### Désillusions européennes (2019 et 2021)
Coupe d'Europe de football ConIFA 2019
La sélection du Comté de Nice se prépare à la Coupe d'Europe de football ConIFA 2019 au Haut-Karabagh avec une série de matchs amicaux, Jonathan Minasi	est choisi comme capitaine pour les deux rencontres. Elle affronte l'équipe B de l'OGC Nice le 28 mars 2019, la rencontre se soldera par un match nul 2 à 2. Le 29 mai 2019, la Selecioun affronte le RC Grasse, et perd la rencontre 3 à 1,. La Selecioun s'entraine à Saint-Martin-du-Var avant le prochain tournoi européen. Finalement le Comté de Nice est contraint de se retirer de la compétition au Haut-Karabagh pour des raisons diplomatiques et d'alertes provenant des autorités. Finalement la compétition a bien lieu sans aucun problème pour les autres équipes du tournoi.
Coupe d'Europe de football ConIFA 2021
La Coupe d'Europe de football ConIFA 2021 est la quatrième édition de la Coupe d'Europe de football ConIFA, qui se déroule à Nice en France du 7 juillet au 17 juillet 2021,,. Un grand nombre de joueurs niçois peuvent être susceptibles d'être sélectionnés cet été pour l'Euro 2021 à domicile. Le Comté de Nice est dans le groupe A avec la sélection de la Sardaigne et des Deux-Siciles qui remplace Chypre du Nord. Au début du mois de mai 2021, la ConIFA a du prendre la décision d'annuler la compétition en raison des nouvelles dispositions dictées par l'urgence de la pandémie de maladie à coronavirus. le Comité Européen de la ConIFA se réserve le droit de décider d'une nouvelle date pour le concours mais reportera toute décision jusqu'en août 2021, afin de suivre la situation de la pandémie et des vaccinations dans les différents états européens. La décision d'annuler la Coupe d'Europe de football ConIFA 2021 a été prise à la suite d'une communication officielle du gouvernement reçue par le comité d'organisation de la ConIFA,,. Adil Echaoui représentant de la Selecioun explique la suite pour l'équipe est son retour lors des prochaines compétitions. La Coupe d'Europe de football Conifa 2021 est reporté en été du 3 au 12 juin 2022, et la Coupe du monde de football ConIFA 2022 en hiver. La ConIFA apprend que la Coupe d’Europe de la ConIFA 2021 est compromise. Dans un communiqué, "par un membre du comité d'organisation, en référence au préfet des Alpes-Maritimes, que le département de Nice FA et la municipalité de Nice se retireront de l'organisation du tournoi". Malgré un engagement écrit du maire de Nice, Christian Estrosi, et de multiples lettres et démarches, la fédération hôte et la municipalité ne répondent pas. La Selecioun plaide des problèmes sécuritaires et des répercussions liés à la guerre en Ukraine pendant le tournoi à Nice, que les organisateurs ne peuvent contrôler. Cependant à trois semaines de la compétition européenne de la ConIFA, le tournoi pourrait être annulé ou déplacer dans un autre pays,,,,.

## Résultats de l'équipe du Comté de Nice

### Palmarès
Palmarès de l'équipe du Comté de Nice de football en compétitions officielles
| Compétitions mondiales                  | Compétitions continentales          | Autres compétitions |
| --------------------------------------- | ----------------------------------- | ------------------- |
| - Coupe du monde (1) - Vainqueur : 2014 | - Coupe d'Europe - Finaliste : 2015 |                     |

Palmarès individuel dans les compétitions internationales
| Meilleurs joueurs                                                                     | Meilleurs buteurs                                                                               |
| ------------------------------------------------------------------------------------- | ----------------------------------------------------------------------------------------------- |
| Meilleur jeune joueur de la Coupe d'Europe de football ConIFA (1) - Herman Ako (2015) | Meilleur buteur de la Coupe d'Europe de football ConIFA (1) - Franck Delerue avec 5 buts (2015) |

### Parcours dans les compétitions internationales
Coupe du monde de football ConIFA
| Année | Position                                                  | Match                                                     | Victoire                                                  | Nul                                                       | Défaite                                                   | but marqué                                                | but encaissé                                              |
| ----- | --------------------------------------------------------- | --------------------------------------------------------- | --------------------------------------------------------- | --------------------------------------------------------- | --------------------------------------------------------- | --------------------------------------------------------- | --------------------------------------------------------- |
| 2014  | 1er                                                       | 5                                                         | 3                                                         | 1                                                         | 1                                                         | 8                                                         | 5                                                         |
| 2016  | Ne participe pas                                          | Ne participe pas                                          | Ne participe pas                                          | Ne participe pas                                          | Ne participe pas                                          | Ne participe pas                                          | Ne participe pas                                          |
| 2018  | Ne participe pas                                          | Ne participe pas                                          | Ne participe pas                                          | Ne participe pas                                          | Ne participe pas                                          | Ne participe pas                                          | Ne participe pas                                          |
| 2020  | Annulée en raison de la pandémie de maladie à coronavirus | Annulée en raison de la pandémie de maladie à coronavirus | Annulée en raison de la pandémie de maladie à coronavirus | Annulée en raison de la pandémie de maladie à coronavirus | Annulée en raison de la pandémie de maladie à coronavirus | Annulée en raison de la pandémie de maladie à coronavirus | Annulée en raison de la pandémie de maladie à coronavirus |
| 2022  |                                                           | -                                                         | -                                                         | -                                                         | -                                                         | -                                                         | -                                                         |

Coupe d'Europe de football ConIFA
| Année | Position         | Match            | Victoire         | Nul              | Défaite          | but marqué       | but encaissé     |
| ----- | ---------------- | ---------------- | ---------------- | ---------------- | ---------------- | ---------------- | ---------------- |
| 2015  | 2e               | 4                | 3                | 0                | 1                | 11               | 8                |
| 2017  | Ne participe pas | Ne participe pas | Ne participe pas | Ne participe pas | Ne participe pas | Ne participe pas | Ne participe pas |
| 2019  | Ne participe pas | Ne participe pas | Ne participe pas | Ne participe pas | Ne participe pas | Ne participe pas | Ne participe pas |
| 2021  |                  | -                | -                | -                | -                | -                | -                |
| 2023  |                  | -                | -                | -                | -                | -                | -                |

## Matches internationaux
| No | Date            | Lieu                                            | Comté de Nice | Adversaire                   | Score       | Compétition                            | Buteur(s) pour le Comté de Nice                                          | Buteur(s) pour l'adversaire                       | Rapport     |
| -- | --------------- | ----------------------------------------------- | ------------- | ---------------------------- | ----------- | -------------------------------------- | ------------------------------------------------------------------------ | ------------------------------------------------- | ----------- |
| 1  | 2 juin 2014     | Jämtkraft Arena, Östersund, Suède               | Comté de Nice | Île de Man                   | P 2-4       | Coupe du monde de football ConIFA 2014 | 37e Franck Delerue, 74e Malik Tchokounté                                 | 16e 31e 35e Calum Morrissey, 87e Daniel Bell      | (Rapport)   |
| 2  | 3 juin 2014     | Jämtkraft Arena, Östersund, Suède               | Comté de Nice | Haut-Karabagh                | V 1-0       | Coupe du monde de football ConIFA 2014 | 7e Olivier Sborgni                                                       |                                                   | (Rapport)   |
| 3  | 4 juin 2014     | Jämtkraft Arena, Östersund, Suède               | Comté de Nice | Padanie                      | V 2-1       | Coupe du monde de football ConIFA 2014 | 8e Loïc Malatini, 85e Malik Tchokounté                                   | 45+1e Andrea Camussi                              | (Rapport)   |
| 4  | 6 juin 2014     | Jämtkraft Arena, Östersund, Suède               | Comté de Nice | Ossétie du Sud               | V 3-0       | Coupe du monde de football ConIFA 2014 | 3e 28e Malik Tchokounté, 83e Kevin Puyoo                                 |                                                   | (Rapport)   |
| 5  | 8 juin 2014     | Jämtkraft Arena, Östersund, Suède               | Comté de Nice | Île de Man                   | N 0-0 (5-3) | Coupe du monde de football ConIFA 2014 |                                                                          |                                                   | (Rapport)   |
| 6  | 25 mai 2015     | Stade des Francs-Archets, Nice, France          | Comté de Nice | Challenge Prince Rainier III | V 4-2       | A.                                     | ? Herman Ako, ? Stéphane Verger, ? Jonathan Minasi, ? Tarek Jaziri       | ? Dias, ? Rinaldi                                 | (Rapport)   |
| 7  | 17 juin 2015    | Stade d'Oláh Gábor utca, Debrecen, Hongrie      | Comté de Nice | Pays sicule                  | V 3-2       | Coupe d'Europe de football Conifa 2015 | ? Franck Delerue, 83e Malik Tchokounté                                   | ? Hodgyai, ? Magyari                              | (Rapport)   |
| 8  | 19 juin 2015    | Stade d'Oláh Gábor utca, Debrecen, Hongrie      | Comté de Nice | Haute-Hongrie                | V 4-1       | Coupe d'Europe de football Conifa 2015 | 7e Jacques Onda, 15e Franck Delerue, 24e Romain Andrea, 67e Tarek Jaziri | ? Kosa                                            | (Rapport)   |
| 9  | 20 juin 2015    | Stade d'Oláh Gábor utca, Debrecen, Hongrie      | Comté de Nice | Île de Man                   | V 3-1       | Coupe d'Europe de football Conifa 2015 | 15e Franck Delerue, 45e Lionel Floridi, 51e Romain Girand                | ? Frank Jones                                     | (Rapport)   |
| 10 | 21 juin 2015    | Stade d'Oláh Gábor utca, Debrecen, Hongrie      | Comté de Nice | Padanie                      | P 1-4       | Coupe d'Europe de football Conifa 2015 | 77e Franck Delerue                                                       | 30e 44e De Peralta, 48e Tignonsini, 61e Prandelli | (Rapport)   |
| 11 | 17 juin 2017    | Allianz Riviera, Nice, France                   | Comté de Nice | AS Cannes                    | V 2-0       | A.                                     | 18e Frank Delerue, 20e Hatmen Reibec                                     |                                                   | (Rapport)   |
| 12 | 28 mars 2019    | Centre de formation de l’OGC Nice, Nice, France | Comté de Nice | OGC Nice 2                   | N 2-2       | A.                                     | 23e Franck Delerue, 89e Mohamed Belarbi                                  | 18e Alexandre Gameiro, 85e Tomás Valtriani        | (Rapport)   |
| 13 | 29 mai 2019     | Stade de la Paoute, Grasse, France              | Comté de Nice | RC Grasse                    | P 1-3       | A.                                     | Franck Delerue                                                           |                                                   | (Rapport)   |
| 14 | 7 juillet 2021  | ?, Nice, France                                 | Comté de Nice | Sardaigne                    | -           | Coupe d'Europe de football Conifa 2021 |                                                                          |                                                   | [(Rapport)] |
| 15 | 9 juillet 2021  | ?, Nice, France                                 | Comté de Nice | Deux-Siciles                 | -           | Coupe d'Europe de football Conifa 2021 |                                                                          |                                                   | [(Rapport)] |
| 16 | 11 juillet 2021 | ?, Nice, France                                 | Comté de Nice |                              | -           | Coupe d'Europe de football Conifa 2021 |                                                                          |                                                   | [(Rapport)] |
| 17 | 14 juillet 2021 | ?, Nice, France                                 | Comté de Nice |                              | -           | Coupe d'Europe de football Conifa 2021 |                                                                          |                                                   | [(Rapport)] |
| 18 | 17 juillet 2021 | ?, Nice, France                                 | Comté de Nice |                              | -           | Coupe d'Europe de football Conifa 2021 |                                                                          |                                                   | [(Rapport)] |

| Score : - V = Match gagné - N = Match nul - P = Match perdu | Compétition : - A. = Match amical - C. = Compétition |

### Équipe rencontrées
| Adversaire                   | Joués | Victoires | Matchs nuls | Défaites | Buts pour | Buts contre |
| ---------------------------- | ----- | --------- | ----------- | -------- | --------- | ----------- |
| Île de Man                   | 3     | 1         | 1           | 1        | 5         | 5           |
| Padanie                      | 2     | 1         | 0           | 1        | 3         | 5           |
| Haut-Karabagh                | 1     | 1         | 0           | 0        | 1         | 0           |
| Ossétie du Sud               | 1     | 1         | 0           | 0        | 3         | 0           |
| Pays sicule                  | 1     | 1         | 0           | 0        | 3         | 2           |
| Haute-Hongrie                | 1     | 1         | 0           | 0        | 4         | 1           |
| AS Cannes                    | 1     | 1         | 0           | 0        | 2         | 0           |
| OGC Nice 2                   | 1     | 0         | 1           | 0        | 2         | 2           |
| RC Grasse                    | 1     | 0         | 0           | 1        | 1         | 3           |
| Challenge Prince Rainier III | 1     | 1         | 0           | 0        | 4         | 2           |
| Total                        | 13    | 8         | 2           | 3        | 28        | 20          |

## Personnalités de la Selecioun

### Effectif
| Sélection 2014,                  | Sélection 2014,     |
| Club                             | Nom                 |
| -------------------------------- | ------------------- |
| Gardien                          |                     |
| Trinité Sport Football Club (en) | Arnaud Martinez     |
| AS Cagnes-Le Cros Football       | Denis Brunner       |
| Défenseur                        |                     |
| Ex-pro                           | Eric Cubilier       |
| JS St-Jean/Beaulieu              | Mansour Assoumani   |
| OGC Nice                         | Hichem Ferreri      |
| AS Cagnes-Le Cros Football       | Maxime Buthiaux     |
| FB Ile Rousse                    | Baptiste Delfino    |
| Rapid de Menton                  | Florian Scaniglia   |
| Milieu de terrain                |                     |
| Stade tunisien                   | Tarek Jaziri        |
| ÉFC Fréjus Saint-Raphaël         | Loïc Malatini       |
| Hyères FC                        | Stephen Migliore    |
| Rapid de Menton                  | Gilles Noto         |
| Nîmes Olympique                  | Jacques Onda        |
| US gravelinoise                  | Olivier Sborgni     |
| SCU Torreense                    | Kevin Puyoo         |
| Attaquant                        |                     |
| Hyères FC                        | Frank Delerue,      |
| OGC Nice                         | Jordy Sanches Silva |
| USL Dunkerque                    | Malik Tchokounté    |
| JS Saint-Jean/Beaulieu           | Sébastien Gignoli   |
| Trinité Sport Football Club (en) | Marc Bauer          |

| Sélection 2015                   | Sélection 2015      |
| Club                             | Nom                 |
| -------------------------------- | ------------------- |
| Gardien                          |                     |
| FC Carros                        | Alexandre Beaudouin |
| AS Cagnes-Le Cros Football       | Denis Brunner       |
| Défenseur                        |                     |
| ES Cannet-Rocheville             | Romain Andrea       |
| RC Grasse                        | Jonathan Minasi     |
| FBIR Ile-Rousse                  | Baptiste Delfino    |
| Istres FC                        | Mansour Assoumani   |
| SC Mouans-Sartoux                | Hichem Ferreri      |
| US gravelinoise                  | Olivier Sborgni     |
| Milieu de terrain                |                     |
| JS St-Jean/Beaulieu              | Lionel Floridi      |
| JS St-Jean/Beaulieu              | Sébastien Gignoli   |
| JS St-Jean/Beaulieu              | Romain Giraud       |
| OGC Nice                         | Jacques Onda        |
| RC Grasse                        | Loïc Malatini       |
| ÉFC Fréjus Saint-Raphaël         | Tarek Jaziri        |
| AS Cagnes-Le Cros Football       | Herman Ako          |
| Trinité Sport Football Club (en) | Marc Bauer          |
| Attaquant                        |                     |
| FBIR Ile-Rousse                  | Frank Delerue       |
| USL Dunkerque                    | Malik Tchokounté    |

| Sélection 2017                     | Sélection 2017        |
| Club                               | Nom                   |
| ---------------------------------- | --------------------- |
| Gardien                            |                       |
| AS Cagnes-Le Cros Football         | Denis Brunner         |
| FC Carros                          | Alexandre Beaudouin   |
| Défenseur                          |                       |
| ES Cannet-Rocheville               | Romain Andrea         |
| RC Grasse                          | David Artheron        |
| RC Grasse                          | Jonathan Minasi       |
| US Le Pontet                       | Mansour Assoumani     |
| RC Lens                            | Anthony Scaramozzino, |
| Milieu de terrain                  |                       |
| ES Cannet-Rocheville               | Herman Ako            |
| RC Grasse                          | Loïc Malatini         |
| Jeunesse Sportive St Jean/Beaulieu | Hichem Ferreri        |
| JS St-Jean/Beaulieu                | Lionel Floridi        |
| JS St-Jean/Beaulieu                | Sébastien Gignoli     |
| JS St-Jean/Beaulieu                | Thomas Piselli        |
| ÉFC Fréjus Saint-Raphaël           | Tarek Jaziri          |
| FC Chambly Oise                    | Romain Padovani (en)  |
| Rapid de Menton                    | Hatmen Reibec         |
| Attaquant                          |                       |
| OGC Nice                           | Alexy Bosetti,        |
| OGC Nice                           | Antony Ranieri (en)   |
| Rapid de Menton                    | Jordy Sanches Silva   |
| ES Cannet-Rocheville               | Frank Delerue         |
| USL Dunkerque                      | Malik Tchokounté      |

### Capitaines de l'équipe du Comté de Nice
| Nom                  | Période     | Capitanats |
| Mansour Assoumani    | 2014 - 2015 | 7 fois     |
| Alexy Bosetti        | 2015 - 2017 | 2 fois     |
| Jonathan Minasi      | 2019        | 2 fois     |
| Anthony Scaramozzino | 2017        | 1 fois     |
| Olivier Sborgni      | 2015        | 1 fois     |
| Eric Cubilier        | 2014        | 1 fois     |

### Sélectionneurs
| N°     | Sélectionneur                        | Période       | Matchs | Gagnés | Nuls | Perdus | Gagnés % |
| ------ | ------------------------------------ | ------------- | ------ | ------ | ---- | ------ | -------- |
| 1      | Jean-Philippe Mattio Frédéric Gioria | 2014-en cours | 13     | 8      | 2    | 3      | 61.53    |
| Totals | Totals                               | Totals        | 13     | 8      | 2    | 3      | 61.53    |

### Présidents de la Selecioun
| N° | Nom            | Période                |
| -- | -------------- | ---------------------- |
| 1  | Cédric Messina | 23 Avril 2014-en cours |

## Statistiques

### Classement ConIFA
| Année              | 2015 | 2018 | 2020 |
| ------------------ | ---- | ---- | ---- |
| Classement mondial | 3    | 11   | nc   |

### Les meilleurs buteurs toutes rencontres confondues
| # | Joueur           | Carrière | Buts |
| - | ---------------- | -------- | ---- |
| 1 | Franck Delerue   | 2014-    | 9    |
| 2 | Malik Tchokounté | 2014-    | 5    |
| 3 | Tarek Jaziri     | 2014-    | 2    |
| 4 | Olivier Sborgni  | 2014-    | 1    |
| 4 | Loïc Malatini    | 2014-    | 1    |
| 4 | Kevin Puyoo      | 2014-    | 1    |
| 4 | Jacques Onda     | 2014-    | 1    |
| 4 | Herman Ako       | 2015-    | 1    |
| 4 | Stéphane Verger  | 2015-    | 1    |
| 4 | Jonathan Minasi  | 2015-    | 1    |
| 4 | Romain Andrea    | 2015-    | 1    |
| 4 | Lionel Floridi   | 2015-    | 1    |
| 4 | Romain Giraud    | 2015-    | 1    |
| 4 | Hatmen Reibec    | 2017-    | 1    |
| 4 | Mohamed Belarbi  | 2019-    | 1    |

### Les meilleurs buteurs par compétition
| Rang | Joueur           | Poste     | Coupe(s) du monde disputée(s) | Sél. | Buts |
| ---- | ---------------- | --------- | ----------------------------- | ---- | ---- |
| 1    | Malik Tchokounté | Attaquant | 2014 (1)                      | 5    | 4    |
| 2    | Franck Delerue   | Attaquant | 2014 (1)                      | 5    | 1    |
| 3    | Olivier Sborgni  | Milieu    | 2014 (1)                      | 5    | 1    |
| 4    | Loïc Malatini    | Milieu    | 2014 (1)                      | 5    | 1    |
| 5    | Kevin Puyoo      | Milieu    | 2014 (1)                      | 5    | 1    |

| Rang | Joueur           | Poste     | Coupe(s) d'Europe disputée(s) | Sél. | Buts |
| ---- | ---------------- | --------- | ----------------------------- | ---- | ---- |
| 1    | Franck Delerue   | Attaquant | 2015 (1)                      | 4    | 5    |
| 2    | Malik Tchokounté | Attaquant | 2015 (1)                      | 4    | 1    |
| 3    | Jacques Onda     | Milieu    | 2015 (1)                      | 4    | 1    |
| 4    | Romain Andrea    | Défenseur | 2015 (1)                      | 4    | 1    |
| 5    | Lionel Floridi   | Milieu    | 2015 (1)                      | 4    | 1    |
| 6    | Tarek Jaziri     | Milieu    | 2015 (1)                      | 4    | 1    |
| 7    | Romain Giraud    | Milieu    | 2015 (1)                      | 4    | 1    |

### Liste des joueurs les plus sanctionnés
| Nom                 | Carton jaune | Carton rouge | Carton vert |
| ------------------- | ------------ | ------------ | ----------- |
| Denis Brunner       | 2            |              |             |
| Maxime Buthiaux     | 2            |              |             |
| Baptiste Delfino    | 1            | 1            |             |
| Sébastien Gignoli   | 1            | 1            |             |
| Jonathan Minasi     | 1            |              |             |
| Alexandre Beaudouin | 1            |              |             |
| Kevin Puyoo         |              | 1            |             |
| Eric Cubilier       |              | 1            |             |

## Image

### Symboles, Maillots et équipementiers
L'équipe du Comté de Nice possède trois jeux de maillots, une tenue entièrement blanche, une autre entièrement noir et le dernier le maillot est bleu et noir avec des rayures avec les chaussettes et short qui peuvent être soit blanc soit noir. Depuis 2014, la firme américaine Nike fournit les tenues. Après sa victoire lors de la Coupe du monde de football ConIFA 2014,,,,, le Comté de Nice appose au-dessus de l'Aigle rouge une étoile dorée symbolisant le titre de champion du monde,. Le 17 juin 2017, la Selecioun arbore un maillot spécial floqué des noms des victimes du 14 juillet 2016 en forme de cœur.